# 26년 (영화)
《26년》은 강풀의 동명 웹툰을 원작으로 한 영화이다. 2012년 11월 29일 영화진흥위원회 영화관입장권 통합전산망에 따르면 '26년'은 이날 오전 9시 기준 예매율 26.4%로 지난주 1위였던 '늑대소년'을 누르고 1위를 차지했던 바 있다.

## 줄거리
이 이야기는 대한민국 역사상 가장 비극적이고 중요한 사건 중 하나를 다룬다. 1980년 5월 18일, 광주에서 주둔군은 민간인에게 발포 명령을 내려 수천 명을 죽거나 다치게 했다. 전직 대통령 전두환이 이 명령을 내린 것으로 알려져 있으며, 영화에서 명시적으로 언급되지는 않지만, 암살 시도의 대상은 광주 민주화 운동과 관련된 범죄로 1996년에 유죄 판결을 받았으나 후에 김대중 대통령에 의해 사면된 전두환을 명백히 나타낸다.
26년 후인 2006년, 자신들을 학살의 가장 큰 희생자 중 일부로 여기는 다섯 명의 사람들이 책임자를 암살하여 복수하기 위한 극비 프로젝트를 꾸민다. 권정혁은 학살로 가족을 잃은 신참 경찰관으로, 이제는 목표물의 집으로 접근하는 차량을 담당한다. 곽진배는 조직폭력배의 젊은 건달로, 그의 아버지도 살해당했다. 올림픽 사격 선수 심미진, 대기업 CEO 및 사설 경호 회사 이사도 관련되어 있다. 전직 대통령인 "그 남자"는 서울의 부유한 지역에서 경찰의 보호를 받으며 살고 있지만, 독창성, 기술, 그리고 적절하게 배치된 돈을 통해 목표물에 사격 거리 내로 접근할 수 있게 된다.

## 영화화
청어람에서 이 만화의 영화화 판권을 구입했고, 이해영 감독이 '29년'이라는 가제로 시나리오작업을 진행, 캐스팅을 마쳤으나 크랭크인 되기 전 프로젝트가 무산됐다. 무산된 배경에는 '외압이 있었다고 본다'는 제작사 대표의 인터뷰 가 있다.
2012년 4월, 11월 개봉을 목표로 다시 영화 제작을 추진하여 본격 촬영(크랭크인)에 돌입했다. 진구, 한혜진, 임슬옹, 이경영, 배수빈 등이 새로 캐스팅되었다. '크라우드 펀딩'을 통해 일반 시민으로부터 제작비 7억원을 후원받았다.
《후궁: 제왕의 첩》, 《장화, 홍련》, 《형사: Duelist》, 《음란서생》 등에서 미술을 맡았던 조근현 감독의 감독 데뷔작이다.

## 캐스팅
- 김갑세 (이경영 분) : 대기업 회장, 경비업체 'X-COP'을 가지고 있음. 광주항쟁 당시 계엄군
- 김주안 (배수빈 분) : 김갑세 회장의 비서이자 양아들
- 곽진배 (진구 분) : 광주지역 폭력조직 '수호파'의 행동대장(중간보스)
- 심미진 (한혜진 분) : 국가대표 사격선수
- 권정혁 (임슬옹 분) : 서대문경찰서 소속 경찰관
- 마상렬 (조덕제 분) : '그 사람'의 경호실장. 깁갑세와 함께 계엄군으로서 광주에 투입되었으며, 작전 당시 왼쪽 귀에 부상을 입음.
- 최성태 (김의성 분) : 서대문경찰서 보안계장
- '그 사람' (장광 분) : 전직 대통령(제11,12대). 1980년 5월 당시 보안사령관(육군 중장)과 중앙정보부장 서리를 겸임한 군부의 실세였다. 자신의 정권 장악을 위해 5·17 비상계엄 전국확대 조치를 내리고, 이에 항거한 5·18 광주 민주화 운동 강경 진압을 주도했다. 임기 만료에 따른 탈권 이후로도 김영삼 정부 시기에 대법원의 5.18 판결에서 내란수괴죄로 무기징역을 선고을 받았으나('그 사람'과 함께 있던 노태우는 징역 17년을 받음), 이후 김대중에 의해 사면되어 예전과 다름없는 권력을 누리며 살고 있음.
- 곽진배 어머니 (이미도 분)
- 최계장 (김의성 분)
- 안수호 (안석환 분) : 광주지역 폭력조직 '수호파'의 보스
- 탁실장 (민복기 분)
- 용구 (구성환 분)
- 박경사 (김민재 분)
- 경호팀장 (최귀화 분)
- 중석 (김태수 분)
- 초소 의경 (장영 분)

### 단역
- 신삥경찰 (한사명 분)
- 짱구노인 (김기천 분)
- 크레인조끼남 (김정석 분)
- 고참경찰 (조완기 분)
- 수호파 덩치1 (강구현 분)
- 수호파 덩치2 (서동구 분)
- 수호파 덩치3 (문성복 분)
- 수호파 덩치4 (김진만 분)
- 그사람 경호요원1 (이현걸 분)
- 그사람 경호요원2 (김상용 분)
- 그사람 경호요원3 (윤석진 분)
- 그사람 경호요원4 (고경민 분)
- 그사람 경호요원5 (전종석 분)
- 그사람 경호요원6 (김얼 분)
- 그사람 경호요원7 (이종우 분)
- 그사람 경호요원8 (임현균 분)
- 진배 부 (이설구 분)
- 청계천 노숙자 (남상백 분)
- 터미널 과장 (정희태 분)
- 터미널 대리 (유병선 분)
- 어린 진배 (노강민 분)
- 어린 미진 (박서연 분)
- 어린 정혁 (나규민 분)
- 연회장 여직원 (박솔나리 분)
- 사복경찰 (김주년 분)
- 크레인 경찰 (이유현 분)
- 포장마차 취객 (김남식 분)
- 포장마차 계엄군 (김병오 분)
- 택시기사 (정광재 분)
- 미진 부 (이상훈 분)
- 수호파 덩치들 (금보 분)
- 수호파 덩치들 (조횐들 분)
- 수호파 덩치들 (강민태 분)
- 수호파 덩치들 (김태준 분)
- 수호파 덩치들 (김인철 분)
- 수호파 덩치들 (이종신 분)
- 수호파 덩치들 (이명노 분)
- 수호파 덩치들 (김주황 분)
- 수호파 덩치들 (이정훈 분)

### 특별출연
- 강검사 (박혁권 분)
- 식당 여사장 (김선화 분)
- 정혁누이 (천우희 분)

## 수상
- 2013년 제1회 마리끌레르 필름 & 뮤직 페스티벌 마리끌레르 루키상(임슬옹)